# Psychotria matambuaii
Psychotria matambuaii là một loài thực vật có hoa trong họ Thiến thảo. Loài này được W.N.Takeuchi miêu tả khoa học đầu tiên năm 1999.